# Richard Vaughan (bádminton)
Richard Vaughan (Llanbradach, 16 de abril de 1978) es un deportista británico que compitió en bádminton para Gales. Ganó una medalla de bronce en el Campeonato Europeo de Bádminton de 2000, en la prueba individual.

## Palmarés internacional
| Representando a Gales |                       |                   |            |
| Campeonato Europeo    |                       |                   |            |
| Año                   | Lugar                 | Medalla           | Prueba     |
| 2000                  | Glasgow (Reino Unido) | Medalla de bronce | Individual |